# Євразійська патентна конвенція
Євразійська патентна конвенція (ЄАПК) (рос. Евразийская патентная конвенция (ЕАПК)) — міжнародний договір з питань охорони промислової власності. Підписана 9.IX 1994 в Москві главами урядів держав — членів Співдружності Незалежних Держав.

## Історія
Після розпаду Радянського Союзу його держави-наступники не мали системи захисту інтелектуальної власності. В загальному вигляді патентні питання входили в конвенцію, яка була підписана 27 грудня 1991 року, але ніколи не вступала в силу. 

Друга версія конвенції 1994 відповідала Європейській патентній конвенції і «прагнула зміцнити співробітництво у сфері захисту винаходів» та створити міждержавну систему отримання такого захисту на основі єдиного патенту, чинного на території держав, що є сторонами конвенції.
Євразійське відомство видає євразійський патент на винахід, яке є новим, має винахідницький рівень і є промислово придатним. Термін дії євразійського патенту становить 20 років від дати подання євразійської заявки.